# 霍拉戈拉國家公園
7°08′22″N 80°05′08″E / 7.13944°N 80.08556°E
霍拉戈拉國家公園是斯里蘭卡的國家公園，位於該國西部，處於西部省，成立於1973年9月5日，面積0.3平方公里，有漁貓、亞洲胡狼等野生動物棲息。